# Idą Święta 3
Idą Święta 3 – album muzyczny wydany z okazji 10-lecia świątecznej piosenki wykonywanej przez dziennikarzy radiowej Trójki. Na płycie zebrano wszystkie dotychczasowe utwory o karpiu oraz dodatkowo alternatywną wersję piosenki z 2009 roku. Album w dniu premiery uzyskał status złotej płyty.

## Akcja charytatywnaIdą Święta
Płyta jest częścią akcji charytatywnej Idą Święta organizowanej przez radiową Trójkę i Fundację Świętego Mikołaja. Cały dochód ze sprzedaży przeznaczono na Fundusz Edukacyjny dla dzieci z rodzinnych domów dziecka. 

## Lista utworów
Opracowano na podstawie materiału źródłowego
| 1.  | "Idą Święta" | 3:16  |
|     | - Wojciech Kaleta – muzyka - Jakub Strzyczkowski – słowa                                                                                                |       |
| 2.  | "Krok po kroku" | 2:52  |
|     | - Wojciech Kaleta – muzyka - Jakub Strzyczkowski – słowa                                                                                                |       |
| 3.  | "Niech nam dzwoni" | 3:07  |
|     | - Wojciech Kaleta – muzyka - Artur Andrus – słowa zwrotek - Jakub Strzyczkowski – słowa refrenu                                                         |       |
| 4.  | "Karp IV – Restauracja" | 2:15  |
|     | - Wojciech Kaleta – muzyka - Artur Andrus – słowa zwrotek - Jakub Strzyczkowski – słowa refrenu                                                         |       |
| 5.  | "Przyjaciele Karpia – Marsz karpiowy" | 3:49  |
|     | - Wojciech Kaleta – muzyka - Artur Andrus – słowa zwrotek - Jakub Strzyczkowski – słowa refrenu                                                         |       |
| 6.  | "Przyjaciele Karpia 2005" | 3:12  |
|     | - Maciej Kraszewski – słowa i muzyka zwrotek - Wojciech Kaleta – muzyka refrenu - Jakub Strzyczkowski – słowa refrenu                                   |       |
| 7.  | "Karp siódmy wspaniały" | 3:07  |
|     | - Michał Hoffmann – słowa i muzyka zwrotek - Wojciech Kaleta – muzyka refrenu - Jakub Strzyczkowski – słowa refrenu                                     |       |
| 8.  | "Karp '07" | 5:37  |
|     | - Wojciech Katela – muzyka - Grzegorz Wasowski – słowa zwrotek - Jakub Strzyczkowski – słowa refrenu                                                    |       |
| 9.  | "Karp '08" | 4:47  |
|     | - Grzegorz Turnau – muzyka zwrotek - Wojciech Kaleta – muzyka refrenu - Grzegorz Wasowski – słowa zwrotek - Jakub Strzyczkowski – słowa refrenu         |       |
| 10. | "Bajka o karpiu w Trójkowym eterze" | 3:57  |
|     | - Wojciech Zieliński – kompozycja i aranżacja - Wojciech Kaleta – muzyka refrenu - Michał Rusinek – słowa zwrotek - Jakub Strzyczkowski – słowa refrenu |       |
| 11. | "Alternatywny" | 3:57  |
|     | - Wojciech Zieliński – kompozycja i aranżacja - Wojciech Kaleta – muzyka refrenu - Michał Rusinek – słowa zwrotek - Jakub Strzyczkowski – słowa refrenu |       |
|     | | 39:56 |
|     | |       |

## Twórcy
Piosenki śpiewane są przez zespół dziennikarzy Trójki z towarzyszeniem Kwartetu Rampa (utwory 1-5,8,9) oraz Anny Ozner i Moniki Urlik (10,11). 

## Refren
Każda z piosenek ma ten sam refren, ze słowami Jakuba Strzyczkowskiego i muzyką Wojciecha Kalety. 

Krok po kroku, krok po kroczku,
 Najpiękniejsze w całym roczku,
 Idą Święta, idą Święta.